# お笑い集団仙台ティーライズ
お笑い集団仙台ティーライズ（おわらいしゅうだんせんだいティーライズ）は、仙台市を本拠とする芸能プロダクションである。所属しているお笑い芸人は宮城県を中心に活動している。

## 概要
1999年（平成11年）1月に立ち上げられ、自主制作のお笑いライブ「IGINARI LIVE（イギナリライブ）」を毎月開催している。所属芸人は、主に宮城県のローカル番組に出演している。
2007年（平成19年）3月には、合同会社ティーライズを設立し、運営母体としている。
2023年（令和5年）4月より、さらに地元に寄り添った活動に力を入れるという思いを込め、「お笑い集団ティーライズ」から「お笑い集団仙台ティーライズ」に団体名を変更した。
北目町ティーライズスペース
ティーライズが運営している24時間レンタルスペース。
芸人が主催ライブを行ったり、一般参加可能な大喜利会、お笑い教室、プレゼン道場、話し方講座など、カルチャー教室を開催している。
コロナ禍では、タケニスズメTV（イギナリライブに出演するためのオーディションライブ）を毎月開催していた。

## 歴史
ティーライズ代表である古家は北海道札幌市出身で、高校生のときから吉本興業札幌事務所のオーディションを毎月受けてライブに出演していた。
(当時の芸名は「山田ダンボール」)
高校卒業後に上京し、東京NSC3期生になるが中退。しばらくフリー芸人として活動をしていたが引退。裏方に回ることを決意し、素人お笑い団体を渡り歩いた。
お笑いで起業を模索していたとき、 お笑い文化が根付いていない東北、 吉本や芸人事務所がない仙台に着目し、1998年10月に移りお笑い団体を立ち上げようと始動した。フリーペーパーで芸人を募り、集まったメンバーで路上ライブから活動を始めた。

### 名前の由来
古家は元々海外のお笑い（モンティパイソンなど）が好きで、ケンブリッジ大学やオックスフォード大学のコメディーサークルが世界を牛耳っているのに憧れを抱いていた。
①ケンブリッジ大学にある『ケンブリッジフットライツ』というコメディーサークルのような『○○ライツ』という名前を付けたい
②『演劇集団キャラメルボックス』のように、『お笑い集団』と付けたい
という２つの考えから、「お笑い集団○○ライツ」のような名前を付けたいと思っていた。
居酒屋でフリーペーパーで集まったメンバーと団体名を考える際、メニューにあった「お茶漬け（ティー・ライス）」を見て、「お笑い集団ティーライズ」に決めた。
後付けの理由として、
①挑戦 (try) と、アルファベットの最後の文字(Z)を組み合わせ、崩した造語 (t-ryz) に「最後まで挑戦」という意味合いを持たせた。
②「ローカライズ」（コンピューター用語：海外で作られたパソコンソフトを日本仕様に直して発売すること）と、地方(ローカル)である「東北」をかけ合わせて、「東北に合ったお笑いを作る」→「東北ライズ」の略で「ティーライズ」とした。

## 所属メンバー

### 所属タレント（お笑い）
- 純☆レジェンド
- ニードル（伊藤政仁、GAKIO）
  - ティーライズで唯一、結成から解散せず20年以上コンビ活動をしている。
- ストロングスタイル（糸賀清和、伊藤隆）
- チョム加藤
- featuring16
  - 現在はビジュアル系バンド「Jin-Machine」の活動がメイン。
- NAOみちのく
  - 宮城県石巻市に移住し、石巻市地域おこし協力隊としても活動中。
- ケーイチ・ブルーローズ
  - 「赤坂けーいち。」より改名。
  - フリー芸人の「これかライダー」とのコンビ「新訳ルチャリブレ」としても活動している。
- いっきゅう（佐藤公隆、島田周彦）

### 所属タレント（お笑い／セミプロカテゴリ）ティーライズ Next G.
- THEE 日本一ーズ（山内チヨプミ、京都チョム加藤）
  - 「シー・にほんいちーず」と読む。山内は「イヌがニャーと泣いた日」の元メンバー。
- おもしろビックリ高校生
  - 「相澤和也」から改名。
- 関亮太

### 業務提携
- ワッキー貝山（タレント）
- ハンナ（タレント）
- Jin-Machine（ビジュアル系バンド）
- ナニーソレナンデ？（マジシャン）
- まえさかチャンネル
  - ティーライズ所属芸人だったが、上京しフリーで活動中。
- ふあん★がーる
  - 石巻市地域おこし協力隊として宮城県石巻市に移住し、ティーライズ所属になった。任期終了のため東京に戻り、フリーで活動中。「清水狸」（しみず たぬき）の芸名でも活動している。

## 過去に所属していた芸人（創立時〜2007年）
2002年ぐらいまで、本所属である「メンバー」とセミプロ所属である「準メンバー」に分かれていた。
- yaoya
  - ティーライズ創立時のメンバー。男性ピン芸人。
- 白子たら子
  - ティーライズ創立時のメンバー。女性コンビ。
- くおん（伊藤歩、ぢゅん）
  - 解散後、伊藤は引退。ぢゅんは名前を本名にし、ピン芸人として活動していた「ノ介」(野田晋之介)とセカンドステージを結成。
- オレたち定食
- 義治・小森（佐藤祐介、鈴木康太郎）
  - 「よしはる・こもり」と読む。「ヤングチャイルド」に改名し上京（のち解散）。
  - イギナリライブのオープニングで、芸人と客で行う掛け声と動きは佐藤が考えた。左肘から上げるのが正式な動き。
- ダンサブル(糸賀清和、渡辺卓)
- ゲッペタン
- KASABUTA,
- ZERO
- トーマス社長
  - 「チキン大場」に改名し活動。（のち引退）
- 武平
- K&K
- アリクンリョウリクン
- ノボりん’s(ノボりん、’s)
  - 解散後、「’s(ズ)」はチョム加藤に改名。
- TOY2
- 奥祐介
  - 上京し、末永裕昭と「フランクラン」を結成しよしもとクリエイティブ・エージェンシー東京で活動(のち解散、引退)。
- アリカラタカシへ(アリクンリョウリクン、伊藤隆)
- 末永裕昭
  - 上京し、奥祐介と「フランクラン」を結成しよしもとクリエイティブ・エージェンシー東京で活動(のち解散)。
- ウェットティシュー
- ハクジン（チョム加藤、featuring16）
- TUT（糸賀清和、太田寿郎）
  - 解散後、糸賀はピン芸人として活動。太田は上京し、フラットファイヴ、グレープカンパニーで活動（のち引退）。
- たのしい人生（大宮良弘、佐藤公隆）
  - 正式に解散は発表していないが、大宮は引退している状態である。佐藤は上京し、よしもとクリエイティブ・エージェンシー東京で活動後、ティーライズに戻る。
- ガキ大将（伊藤隆、ぐるっぺ）
  - 上京しよしもとクリエイティブ・エージェンシー東京で活動（のち解散）。伊藤はティーライズに戻り、ピン芸人として活動していた糸賀清和と「ストロングスタイル」を結成。ぐるっぺは引退。
- ツーピース（菊田正和、木村寛）
- 暗黒教団（チョム加藤、ミッシェル佐藤）

## 過去に所属していた芸人（2007年合同会社設立〜現在）

### ティーライズ所属
- セカンドステージ（佐藤純、野田晋ノ介）
  - 解散後、佐藤は「純☆レジェンド」に改名しピン芸人として活動中。野田は引退。
- ヒロコウ（コージ、ひろっち）
  - 解散後、コージは役者を目指し上京。ひろっちはピン芸人で活動後上京し、よしもとクリエイティブ・エージェンシー東京で活動（のち引退）。
- ミッシェル佐藤
- 犬飼和真
  - 上京しみちてと「てんぱいらっしゅ」を結成。ワタナベエンターテインメントに所属。その後解散し、ピン芸人としてライジング・アップに所属し活動中。
- ハンプティダンプティ（あべだいち、島田周彦）
- ボボ族ブルキナファソ（磐井大地、菱沼佳洋）
  - 上京しワタナベエンターテインメントに所属し活動（のち解散、引退）。
- ザ・コンセンツ（只野雄次、早坂直晃）
  - 解散後、只野は引退。早坂は「早坂ファイブ」に改名しピン芸人として活動（その後「早坂ディビジョン2」、「NAOみちのく」と2回改名している）。のちにティーライズNext G.所属として復活したが、早坂がまえさかチャンネルと「オリバー」を結成したため、現在は公式ホームページからプロフィールが削除されている。
- エース（佐藤公隆、島田周彦）
- 雲雀（ひばり）（大場カズキ、関亮太）
- シャベルカー（田中航大、八巻真）
- アマゾンボンバー（おいしょー、大前恒輔）
- ロビン（佐藤公隆、神道裕）
  - 佐藤公隆とみちのくボンガーズ（現ふくしまボンガーズ）の神道裕による事務所の垣根を超えたユニット。
- ラスカル（大場カズキ、島田周彦）
  - 解散後、大場は引退。

### ティーライズ Next G.所属
- ダブルツリー（青木大地、佐々木カズヒロ）
- ぎょねこ（青木大地、小島ひでたか、佐々木カズヒロ）
  - 「ダブルツリー」に小島ひでたかが加入し結成。グループ改変に伴い、サブユニットとして青木と佐々木のコンビ「ダブルツリー」、青木と小島のコンビ「マカロニカフェ」としてもスポット的に活動していた。
  - 上京しワタナベエンターテインメントに所属し活動中。
- みちて
  - 上京し犬飼和真と「てんぱいらっしゅ」を結成しワタナベエンターテインメントに所属。解散後退社し、ピン芸人としてライジング・アップに所属。現在は退社しフリーで活動中。
- マタミタナ（いさやま、きよひで）
  - 解散後、いさやまは上京しグレープカンパニーに所属していたが、組んでいたコンビの解散のため退社。きよひでは引退。
- りんご小町（まえさかチャンネル、道端仁一）
  - 解散後、まえさかはピン芸人として活動中。道端は上京し、以前仙台で芸人活動していた内海と「ガールズナイト」を結成し、タイタンに所属し活動中。
- オリバー(早坂直晃、前坂悠太)
  - 解散後、それぞれピン芸人として活動中。